# Eudactylina pollex
Eudactylina pollex är en kräftdjursart som beskrevs av R. Cressey 1967. Eudactylina pollex ingår i släktet Eudactylina och familjen Eudactylinidae. Inga underarter finns listade i Catalogue of Life.